# Fisklössjön (Viksjö socken, Ångermanland)
Fisklössjön är en sjö i Härnösands kommun i Ångermanland och ingår i Indalsälvens huvudavrinningsområde. Sjön har en area på 0,117 kvadratkilometer och ligger 353,6 meter över havet. Sjön avvattnas av vattendraget Käringbäcken.

## Delavrinningsområde
Fisklössjön ingår i det delavrinningsområde (697162-158076) som SMHI kallar för Mynnar i Mjällån. Medelhöjden är 293 meter över havet och ytan är 6,85 kvadratkilometer. Det finns inga avrinningsområden uppströms utan avrinningsområdet är högsta punkten. Käringbäcken som avvattnar avrinningsområdet har biflödesordning 4, vilket innebär att vattnet flödar genom totalt 4 vattendrag innan det når havet efter 55 kilometer. Avrinningsområdet består mestadels av skog (94 procent). Avrinningsområdet har 0,12 kvadratkilometer vattenytor vilket ger det en sjöprocent på 1,7 procent.